# Dvojezična križanka
Dvojezična križanka je kombinacija dveh križank na en, enak lik s tem, da je ena križanka sestavljena v enem jeziku, druga v drugem jeziku.

## Poreklo
Dvojezična križanka je nastala v Kanadi, zato jo poznamo tudi pod imenom Kanadska križanka. Opisi so bili v angleškem in francoskem jeziku.

## Dvojezična križanka na področju nekdanje države
Dvojezična križanka na področju nekdanje Jugoslavije je bila prvič objavljena v bjelovarskem ugankarskem časopisu »Mini Čvor« št:27 (1. avgusta 1970), ko je bil objavljen poziv sestavljalcem, da naj jo sestavijo na priloženi lik. Pobudnik in avtor ideje za dvojezično križanko je bil hrvaški ugankar Slavko Peleh. V razpisu je bilo navedeno, da naj bodo križanke v jezikih tedanje države (hrvaškem, slovenskem, makedonskem, srbskem), kot tudi v tujih jezikih, predvsem v angleškem, nemškem, italijanskem, francoskem in esperantu
.
Oblika in vrsta (lik) dvojezične križanke nista predpisana, pomembno je, da sta lika enaka. Zaradi zahteve po enakosti lika je najbolj primerna oblika klasične, simetrične križanke. Dodatna težava je tudi v ugankarskih pravilih posameznih jezikovnih variant, saj je težko dobiti lik, ki bi zadostil zahtevam dveh različnih ugankarskih pristopov. V hrvaškem in srbskem ugankarstvu cenijo velike beline, kar povzroča ob robovih večje število izoliranih in črnih polj, kar pa ni v skladu s slovenskimi ugankarskimi pravili.
Prva dvojezična križanka je bila objavljena v Mini Čvoru št:35 (21. novembra 1970) v hrvaško nemški verziji. Avtor hrvaškega dela je bil Stjepan Grcić iz Osijeka, medtem, ko je bil avtor nemškega dela Slavko Peleh iz Zagreba.
Druga dvojezična križanka je bila objavljena v Mini Čvoru št:43 (13. marca 1971) v hrvaško makedonski verziji. Avtorja sta bila Drago Štiglic iz Vrbovskega in Ilija Petrovski iz Tetova.
Pozneje so bile objavljene še nekatere dvojezične križanke, predvsem v izdajah Čvora Bjelovar.
Z usihanjem dejavnosti Čvora in razpadom nekdanje države se je izgubila tudi ta oblika križanke. V Sloveniji razen nekaterih poskusov ni bila velikokrat publicirana.

## Varianta dvojezične križanke
Bile so objavljene manjše dvojezične križanke v različici, da sta opisa v dveh različnih jezikih zahtevala enako geslo. Praviloma so tovrstne dvojezične križanke težje rešljive, saj zahtevajo večji delež lastnih in geografskih pojmov, ki so v obeh jezikih enakopisnice.

## Vir
- Slavko Peleh: »Pripomena saradnicima«, Mini Čvor 27, Bjelovar 1.VIII.1970

## Sklic
1. ↑  The Encyylopedia Americana, zvezek VIII, str.241, 1960